# El chofer
El chofer es una telenovela mexicana producida por Ernesto Alonso para la cadena Televisa entre 1974 y 1975. Fue protagonizada por Jorge Rivero y la actriz argentina Linda Cristal, además de la actuación antagónica de Susana Alexander.

## Argumento
Carmelita es una mujer solterona que reside en una solitaria morada en el campo. Como la mujer se siente muy sola decide adoptar a dos huérfanos como sus hijos: José y Manuel. Manuel es muy rebelde y decide abandonar a su madre y hermano para probar suerte en la ciudad de México. En cambio José es noble y honesto y decide quedarse con Carmelita para ayudarla en lo que necesite.
Un día llega a la casa una bella y misteriosa mujer, Julia, quien pide alojamiento y Carmelita y José deciden hospedarla en su casa. José se empieza a interesar en Julia ya que, aunque ella no les cuenta mucho sobre su pasado, es más que obvio que ella escapa de algo. José y Julia se enamoran, y ella finalmente termina contándole su secreto: huyó de su marido Luigi, un peligroso mafioso, y se vio forzada a dejara a su hijo con él. Después de un tiempo Julia ya no aguanta estar lejos de su hijo y con tristeza deja a José y Carmelita en dirección a la capital para recuperar a su hijo.
Carmelita pierde sus tierras debido a las intrigas de un inescrupuloso vecino. Ambos viéndose en aquella difícil situación deciden viajar también a Ciudad de México para buscar trabajo y poder sobrevivir, y de paso también encontrar a Manuel. José consigue un trabajo como taxista, le va bien, hasta que un día mientras trabaja le salva la vida a un extraño hombre, quien se siente en deuda con José y para compensarlo le dice que de ahora en adelante puede pedirle lo que necesite y considerarlo un amigo. El problema es que este hombre es Luigi, el marido de su querida Julia, con quien inevitablemente volverá a encontrarse.

## Elenco
- Jorge Rivero - José
- Linda Cristal - Julia
- Milton Rodríguez - Luigi
- Anita Blanch - Carmelita
- Jorge Vargas - Manuel
- Olga Breeskin - Nora
- Susana Dosamantes - Pilar
- Nelly Meden - Alicia
- Carlos Piñar - Andrés
- Susana Alexander - Tania
- Sonia Furió - Soledad
- Pilar Pellicer - Silvia
- Armando Silvestre - Román
- Alejandro Ciangherotti - Armando
- Adriana Roel - Laura
- Silvia Mariscal - María
- Socorro Avelar - Olvido
- Guillermo Zarur - Lobitos
- Lucy Tovar - Paty
- Fernando Mendoza - Eustaquio
- Lourdes Canale - Lulú
- Martín Cortés - Samuel
- Sergio Zuani - El Tuerto
- Carmen Salinas - Lorena
- Roberto Antúnez - Pablo
- Ignacio Rubiell - El Profe